# Steven Kari
Steven Kukuna Kari (ur. 13 maja 1993) – papuański sztangista, olimpijczyk,  reprezentant letnich igrzysk olimpijskich w  Londynie (2012), osiągając 13. miejsce w kategorii do 85 kg.
Złoty medalista igrzysk wspólnoty narodów w Glasgow (2014) w kategorii do 94 kg. Złoty medalista igrzysk Pacyfiku w 2011 w kategorii do 85 kg oraz w 2015 w kategorii do 94 kg.